# گز غربی
گز غربی، روستایی در دهستان انزان غربی بخش مرکزی شهرستان بندرگز استان گلستان ایران است. روستای سر سبز گز غربی مرکز دهستان انزان غربی است.
این دهستان شامل روستاهای گزغربی، گزشرقی، دشتی کلاته، وطناو روستای کوه صحرا است.

## جغرافیا
وجه تسمیه این روستا به علت وجود درختچه‌های گز در این منطقه می‌باشد.
این روستا به علت موقعیت خاص جغرافیایی و وجود جنگلهای انبوه جهان مورا در جنوب آن و داشتن آب و هوای معتدل و خاک مساعد، از پیشرفت نسبتاً خوبی برخوردار است. ناهمواری‌های گز همانند سایر مناطق اطراف شامل دو قسمت کوهستانی و جلگه‌ای می‌باشد. قسمت کوهستانی آن، بخشی از رشته کوه البرز است که دارای پوشش گیاهی جنگلی انبوه و مراتع مختلف است و به نام جنگل‌های جهان مورا نامیده می‌شود.
منبع درآمد روستائیان گزغربی عمدتاً از طریق کشاورزی و باغداری می‌باشد. اراضی روستا عمدتاً زیر کشت محصولات زراعی چون گندم، جو، شالی، پنبه و سویا و باغات میوه از قبیل: انواع هلو و شلیل و انواع مرکبات قرار دارد.

## مردم
زبان مردم روستا به زبان طبرستان به زبان ولایت قومس و گرگان نزدیک است، این زبان در استان‌های شمال ایران (به ویژه در سرزمین طبرستان قدیم) توسط مردمان مازنی تکلم می‌شود؛ و براساس آمار سال ۱۹۹۳ میلادی ۳–۴ میلیون نفر آن را به عنوان زبان بومی تکلم می‌کردند
این زبان در شهرستانهای شمالی کشور و بعضی شهرستانها که دیگر جزء استانهای شمالی نیستند مانند شهرستان فیروزکوه و بویژه در سرزمین طبرستان قدیم رواج دارد. این زبان در
1. استان مازندران،
2. مناطق غربی استان گلستان مانند بندرگز کردکوی گرگان علی‌آبادکتول
3. مناطق شرقی و شمالی استان تهران مانند فیروزکوه قصران دماوند
4. مناطق شمالی استان سمنان مانند شهمیرزاد
5. همچنین در بین برخی از ایلات و عشایر همچون الیکاییها رواج دارد.

## طوایف
طوایف:شمالی ، بادی ، بائی، کلاگر، بای، احمدی، مسعودی(حسام الدین مسعودی جزی)، کردمصطفی، کردمصطفی پور، خاکی، نسیمی، ترابی، دشتی، کردی، کردجزی، ترکجزی، سالاری جزی و درویشی از جمله طوایف اصلی گزغربی به‌شمار می‌روند. البته طی چند سال اخیر با مهاجرت بسیاری از اهالی به شهرهای بزرگ نظیر تهران و گرگان از جمعیت طوایف قدیمی گز کاسته و روستای گز پذیرای بسیاری از مهاجرین از منطقه هزار جریب و روستاهای اطراف بوده.آفرین

## محله‌ها
گز غربی از چند محله اصلی بادی خیل (در شرقی‌ترین منطقه گز متصل به رودخانه گز و گز شرقی)، کلاگر محله (مرکز گز ضلع جنوبی مسجد جامع ولیعصر عج گز غربی) و ضلع غربی مسجد شهدا گز غربی واقع در غرب گز غربی ، ترک خیل (غربی‌ترین منطقه متصل به جاده گز سه راهی بندرگز)، شاه خیل محله (جنوب غربی روستا)، بای خیل (جنوب روستا)، مسعودی محله (شمال غرب روستا)

## جمعیت
بر پایه سرشماری عمومی نفوس و مسکن در سال ۱۳۹۵ جمعیت این مکان ۱٬۸۸۳ نفر (۶۲۸خانوار) بوده‌است.